# Чемпионат Латвии по волейболу среди мужчин
Чемпионат Латвии по волейболу среди мужчин — ежегодное соревнование мужских волейбольных команд Латвии. Проводился в 1926—1943 годах. С 1992 года возобновлён в качестве чемпионата независимой Латвии. 

## Формула соревнований
В чемпионате Латвии 2025 приняли участие 3 команды, игравшие в чемпионате Балтийской лиги — «Робежсардзе» (Рига) (в 2021—2024 — Юрмала), «Эзерземе-ДУ» (Даугавпилс), «Екабпилс-Люши» (Екабпилс), а также одна команда из национальной лиги — «Пиеюра-МСГ» (Лимбажи). Чемпионат прошёл по системе плей-офф, серии матчей в котором проводились до двух (в полуфинале) и до трёх (в финале) побед одного из соперников. Чемпионский титул выиграл «Робежсардзе», победивший в финальной серии «Эзерземе-ДУ» 3-2 (3:2, 0:3, 3:1, 0:3, 3:0). 3-е место занял «Екабпилс-Люши». 

## Чемпионы
| - 1926 ЯКС Рига - 1927 ЯКС Рига - 1928 ЯКС Рига - 1929 ЯКС Рига - 1930 ЯКС Рига - 1931 ЯКС Рига - 1932 «Унион» Рига - 1933 ЯКС Рига - 1934 ЯКС Рига - 1935 «Унион» Рига - 1936 ЛСБ Рига - 1937 ЛСБ Рига - 1938 ЛСБ Рига - 1939 ЛСБ Рига - 1941 «Спартакс» Рига - 1942 «Унион» Рига - 1943 «Унион» Рига - 1992 «Радиотехник-Ригонда» Рига - 1993 «Ригонда» Рига - 1994 «Вилдога» Мурьяни - 1995 «Вилдога» Мурьяни - 1996 «Вилдога» Мурьяни - 1997 «Нафта» Вентспилс - 1998 «Нафта» Вентспилс - 1999 РДЦ Рига - 2000 «Полиурс» Озолниеки | - 2001 «Рига-ПЦСК» Рига - 2002 «Полиурс» Озолниеки - 2003 «Ласе-Робежсардзе» Рига - 2004 «Полиурс-Биоларс» Озолниеки - 2005 «Инчукалнс-ЛУ» Инчукалнс - 2006 «Ласе-Р» Рига - 2007 «Ласе-Р» Рига - 2008 «Ласе-Р» Рига - 2009 «Ласе-Р» Рига - 2010 «Биоларс» Озолниеки - 2011 «Ласе-Р» Рига - 2012 «Биоларс» Елгава - 2013 «Биоларс» Елгава - 2014 РТУ Рига - 2015 «РТУ-Робежсардзе» Рига - 2016 «РТУ-Робежсардзе» Рига - 2017 «РТУ-Робежсардзе» Рига - 2018 «Екабпилс» - 2019 «Екабпилс» - 2020 «Екабпилс-Люши» Екабпилс - 2021 «Екабпилс-Люши» Екабпилс - 2022 «Екабпилс-Люши» Екабпилс - 2023 «Эзерземе-ДУ» Даугавпилс - 2024 «Екабпилс-Люши» Екабпилс - 2025 «Робежсардзе» Рига |